# Patryk Czyrniański
Patryk Czyrniański (ur. 16 marca 1999 w Czyrnej) – polski siatkarz, grający na pozycji przyjmującego.
Jego o 4 lata młodsza siostra Martyna, również gra zawodowo w siatkówkę jak i żona Adrianna Rybak, z którą ożenił się 10 czerwca 2023 roku.
Pochodzi z Czyrnej (gm. Krynica-Zdrój). Do Akademii Talentów Jastrzębskiego Węgla trafił w drugim roku jej funkcjonowania, czyli w sezonie 2013/2014. Zaczynał na pozycji środkowego, zaś w kolejnych latach trenerzy wystawiali go zarówno na ataku, jak i na przyjęciu. W sezonie 2018/2019 w zespole Ferdinando De Giorgiego w seniorskiej drużynie Jastrzębskiego Węgla spełniał już rolę przyjmującego.

## Sukcesy klubowe

### młodzieżowe[10]
Mistrzostwa Polski Młodzików:
- 2014

Mistrzostwa Polski Kadetów:
- 2016
- 2015

Mistrzostwa Polski Juniorów:
- 2017
- 2016

### seniorskie
PlusLiga:
- 2019[11]

II liga:
- 2022[12]

## Sukcesy reprezentacyjne
Mistrzostwa Europy Kadetów:
- 5. miejsce 2017[13]

Mistrzostwa Świata Kadetów:
- 17. miejsce 2017[14]

## Nagrody indywidualne
- 2014: Najlepszy atakujący Mistrzostw Polski Młodzików[15]
- 2016: MVP i najlepszy atakujący Mistrzostw Polski Kadetów[16]